# Badanj (Raška)
Pour les articles homonymes, voir Badanj.
Badanj (en serbe cyrillique : Бадањ) est un village de Serbie situé dans la municipalité de Raška, district de Raška. Au recensement de 2011, il comptait 73 habitants.

## Démographie
| 1948 | 1953 | 1961 | 1971 | 1981 | 1991 | 2002 | 2011 |
| ---- | ---- | ---- | ---- | ---- | ---- | ---- | ---- |
| 298  | 358  | 395  | 332  | 267  | 169  | 91   | 73   |

|  |